# Ahmed Vefik Paxá
Retrato de Ahmed Vefik Paxá (século XIX)
Vista da sepultura.
Ahmed Vefik Paxá (em turco otomano: احمد وفیق پاشا, Constantinopla, 3 de julho de 1823 — Constantinopla, 2 de abril de 1891) foi um estadista, diplomata, dramaturgo e tradutor greco-otomano durante os períodos do Tanzimat e da Primeira Era Constitucional.
Foi um dos primeiros panturquistas e atuou como Ministro da Educação por duas vezes; participou do primeiro Parlamento Otomano como deputado por Constantinopla e assumiu sua presidência em 1877. Foi nomeado grão-vizir duas vezes, de 4 de fevereiro de 1878 a 18 de abril de 1878 e de 1 de dezembro de 1882 a 3 de dezembro de 1882.
Vefik é o autor do Lehçe-i Osmânî, o primeiro dicionário nacional em turco e o primeiro dicionário compilado do turco otomano para o turco, escrito entre 1873 e 1876. Foi um estadista e acadêmico que conhecia 16 idiomas. Durante seu governo em Bursa, ficou famoso por construir o primeiro teatro otomano e iniciou as primeiras peças de teatro no estilo ocidental traduzindo as principais obras de Molière. Seu retrato foi representado no selo do cartão postal turco datado de 1966.

## Biografia
Segundo algumas fontes, ele nasceu em 3 de julho de 1823 em Constantinopla (no entanto, diferentes fontes citam a data de seu nascimento entre 1813 e 1823.
Ele era filho de Ruhittin Efendi, um funcionário do Ministério das Relações Exteriores de origem grega muçulmana. Seu avô, Yahya Naci Efendi, foi o primeiro tradutor muçulmano da Câmara de Tradução, criada para ensinar idiomas estrangeiros aos funcionários muçulmanos otomanos e que continuou a existir até o colapso do Estado. Seu pai também sabia francês, trabalhava como tradutor e trabalhava na Câmara de Tradução. Ahmet Vefik Paxá, que era irmão de Hayrullah Efendi, pai de Abdülhak Hamid Tarhan, um dos grandes poetas da literatura turca, foi criado em um ambiente familiar que o incentivou a aprender idiomas e a trabalhar como tradutor.
Em 1831, Ahmet Vefik Paxá iniciou seus estudos em Constantinopla e os concluiu na escola secundária Louis-le-Grand, uma das instituições favoritas da época, em Paris, para onde foi levado devido ao emprego de seu pai. Seu pai trabalhou como intérprete para Mustafá Reşit Paxá, nomeado embaixador em Paris. Durante sua estada em Paris, aprendeu francês como sua língua materna. Além do francês, ele também aprendeu italiano, grego e latim.

### Câmara de Tradução
Quando voltou para casa em 1837, iniciou seu serviço civil na Câmara de Tradução. Em 1840, viajou para Londres como funcionário de uma embaixada e aprendeu inglês.
Dois anos depois, assumiu tarefas temporárias e especiais na Sérvia, Esmirna e Memleketeyn (Valáquia e Moldávia na atual Romênia). Enquanto isso, ao retornar a Constantinopla, foi promovido e nomeado para a Câmara de Tradução.
Por um curto período, trabalhou como diretor no escritório de passaportes. Em seguida, foi enviado a Esmirna para analisar as reivindicações de isenções especiais do imposto jizia. Sob alguns acordos, as autoridades europeias começaram a estender seus privilégios extraterritoriais aos “protegidos” — cristãos otomanos de origem maltesa e jônica. Preocupado com a enorme perda de receita decorrente de impostos de jizya não pagos na província de Esmirna, onde cerca de dois terços dos impostos não podiam ser cobrados, Ahmed Vefik foi escolhido para avaliar mais de 1 500 reivindicações de proteção britânica. Em 1845, quando retornou de Esmirna, foi promovido a revisor da Câmara de Tradução e, em 1847, tornou-se tradutor-chefe. Em 1847, foi encarregado de preparar os primeiros anuários oficiais do Império Otomano para mostrar coletivamente os eventos que ocorreram durante um ano.
Em 1849, foi promovido ao posto de secretário-chefe, além do posto de tradutor-chefe. No mesmo ano, foi designado para ser o guia do famoso poeta francês Alphonse de Lamartine, presenteado com uma fazenda em Aidim por Reşit Paxá, e passou um mês e meio com ele.
Em 1849, foi designado para resolver a questão dos refugiados húngaros. Ahmet Vefik Paxá, nomeado vice-comissário em Memleketeyn (Valáquia e Moldávia) com poderes extraordinários, não deixou de se interessar por Memleketeyn quando retornou a Constantinopla e começou a aprender romeno para obter informações sobre esses lugares com facilidade.

### Associação à Encümen-i Dâniş
Em 1851, devido ao seu profundo conhecimento em muitos assuntos, foi eleito membro do recém-criado conselho científico Encümen-i Dâniş, além de seus outros deveres oficiais, e participou dos estudos exigidos por essa associação.

### Embaixada em Teerã
Vefik Paxá foi nomeado embaixador em Teerã em 1851, imediatamente após sua nomeação para o Encümen'i Daniş, e ocupou esse cargo por quatro anos. Ahmet Vefik Paxá, que declarou o prédio da embaixada em Teerã como território do Império Otomano e hasteou uma bandeira, foi a pessoa que introduziu o costume de pendurar bandeiras nos prédios das embaixadas.
Além de seus deveres oficiais, Paxá tinha o hábito de aprender os idiomas, as culturas e as tradições dos lugares que visitava. No Irã, ele aprendeu a língua persa e as origens da história iraniana; também se interessou muito pela literatura, filosofia e religião desse país. Seu estudo de idiomas orientais em Teerã e sua contemplação do desenvolvimento histórico dos idiomas o levaram à ideia de libertar o turco otomano da influência do persa e do árabe. Ele desenvolveu uma atitude panturquista.

### Outros deveres de Estado

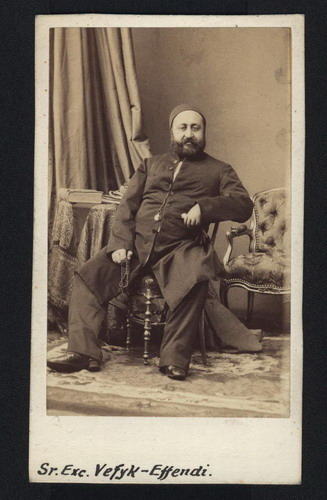
Ahmed Vefik Paxá, 1860

Ahmet Vefik Paxá foi nomeado para cargos importantes depois que Reşit Paxá, que o protegia desde pequeno, tornou-se grão-vizir de Abdul Mejide I e atuou como membro do Grande Conselho de Justiça e encarregado da revisão do código penal e do código de procedimento (1855), do Ministério da Justiça (1857) e embaixador em Paris (1860), com o propósito especial de evitar a tão temida intervenção da França nos assuntos da Síria. Mas a franqueza abrupta, a irascibilidade e a aversão ao compromisso de Ahmed Vefik o incapacitaram para a diplomacia europeia. Ele ofendeu o governo francês; sua missão fracassou e ele foi chamado de volta em janeiro de 1861. Mesmo assim, sua integridade de propósito foi plenamente compreendida e apreciada em Paris. A tensão entre ele e Napoleão III durante seu cargo de embaixador em Paris tornou-se tema de piadas.
Após retornar a Constantinopla da embaixada em Paris, tornou-se professor de Filosofia da História na Darülfünun em 1862 e, no mesmo ano, tornou-se Ministro do Patrimônio Estatal em Bursa.
Durante o período em que lecionou em Darülfünun, traduziu a obra “Şecere-i Türkiye” (Genealogia dos turcos) do turco chagatai para o turco de Istambul; argumentou que a história dos turcos não começou com a história otomana. Ele também mostrou a existência de diferentes dialetos turcos para preparar o Lehçe-i Osmânî (Dialeto otomano) e um dicionário turco.
Durante seu trabalho como Ministro do Patrimônio Estatal, ele reparou edifícios otomanos que haviam sido danificados em vários desastres, especialmente no sismo de 1855, e que não haviam sido reparados até aquele dia. Em 29 de maio de 1862, o sultão Abdul Mejide I nomeou Ahmet Vefik Paxá como chefe do Tribunal de Contas e ele foi o primeiro presidente do Tribunal de Contas, como é conhecido atualmente.
Em 1864, foi demitido de seu cargo em Bursa devido a reclamações públicas e não recebeu um cargo oficial por anos. Durante esse período, contribuiu com novas obras e traduções para a história e a literatura turcas.
Após a morte de Mehmed Emin Aali Paxá, Mahmud Nedim Paxá se tornou o grão-vizir e ele recebeu novamente funções estatais. Em 1872, foi nomeado Ministro da Educação pela primeira vez, mas foi demitido em 1873. Atuou como governador de Edirne por um curto período. Em 1876, foi eleito membro da Academia de Ciências de São Petersburgo e viajou para São Petersburgo. Essa viagem, que lhe deu a oportunidade de estudar dialetos turcos, sendo este um fator influente na criação de sua obra Lehçe-i Osmânî.

### Presidência da Primeira Câmara de Deputados Otomanos
Em 18 de março de 1877, Vefik Paxá foi eleito membro da Primeira Câmara de Deputados Otomanos e atuou como seu presidente. Ele foi criticado por sua gestão ditatorial das sessões da Câmara de Deputados. Em 30 de outubro de 1877, foi nomeado membro da Câmara dos Notáveis (Assembleia Geral).

### Grão-vizir

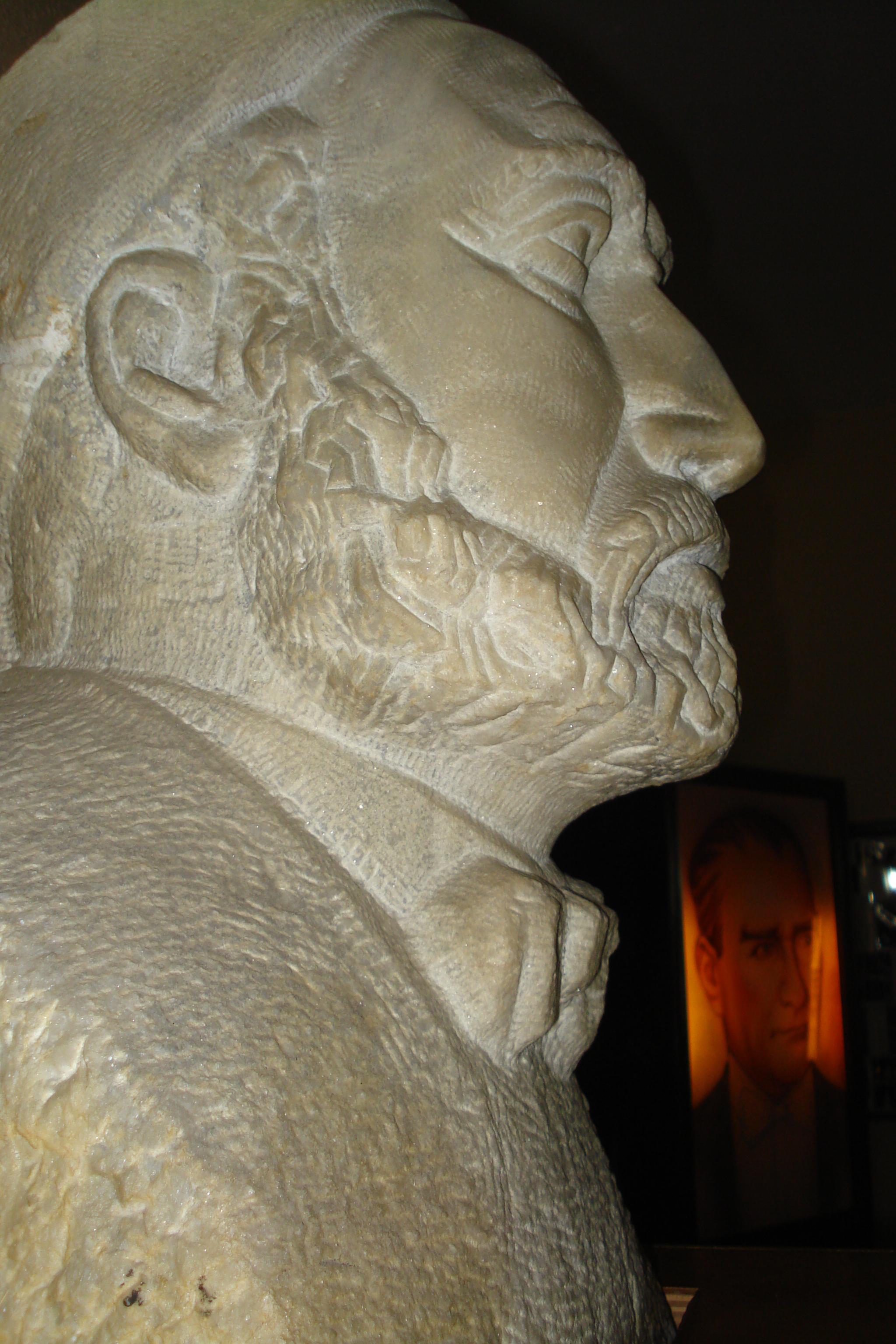
Busto de Ahmed Vefik no saguão do Teatro Estatal de Bursa

Em 1878, ele se tornou novamente o Ministro da Educação e, em seguida, o grão-vizir, e mudou a palavra “grão-vizir”, que era usada há séculos, para “primeiro-ministro”. Na época de sua nomeação, o Império Otomano havia saído derrotado da Guerra Russo-Turca (1877–1878). Ele trabalhou para facilitar os termos do pesado tratado com o Império Russo e impediu a rendição da marinha. Foi demitido de seu cargo em 18 de abril de 1878 devido a um jornal que sugeria que ele derrubaria Abdulamide II.

### Governador de Bursa
Ele atuou como governador de Bursa entre 1879 e 1882. Durante seu governo, construiu estradas e ruas em Bursa, inspirado por Georges Eugène Haussmann, prefeito de Paris. O restauro de muitos monumentos importantes danificados em Bursa foi realizado pelo arquiteto francês Léon Parvillée, que ele trouxe para a cidade. Ele também construiu a Casa do Governo, o Hospital da Cidade, o Edifício da Prefeitura e o Edifício do Teatro.
Ele garantiu que as obras de Molière, que ele traduziu, fossem encenadas no teatro que construiu; ele tomou os atores do Teatro Gedikpaşa, demolido em Istambul, sob sua proteção e os levou para Bursa; cuidou de tudo, desde a decoração até os ensaios das peças a serem encenadas. Esse teatro fundado por Ahmet Vefik Paxá foi o primeiro teatro fundado na Anatólia fora de Istambul. Seguindo seus passos, o governador de Adana, Ziya Paxá, construiu um teatro em Adana em 1880.
Paxá também aumentou o conteúdo de sua obra Müntehabât-ı Durub-ı Emsal (Dicionário dos Antepassados) para 5 000 artigos durante seu governo e a reimprimiu na Editora Hüdevandigar (1881).

### Últimos anos

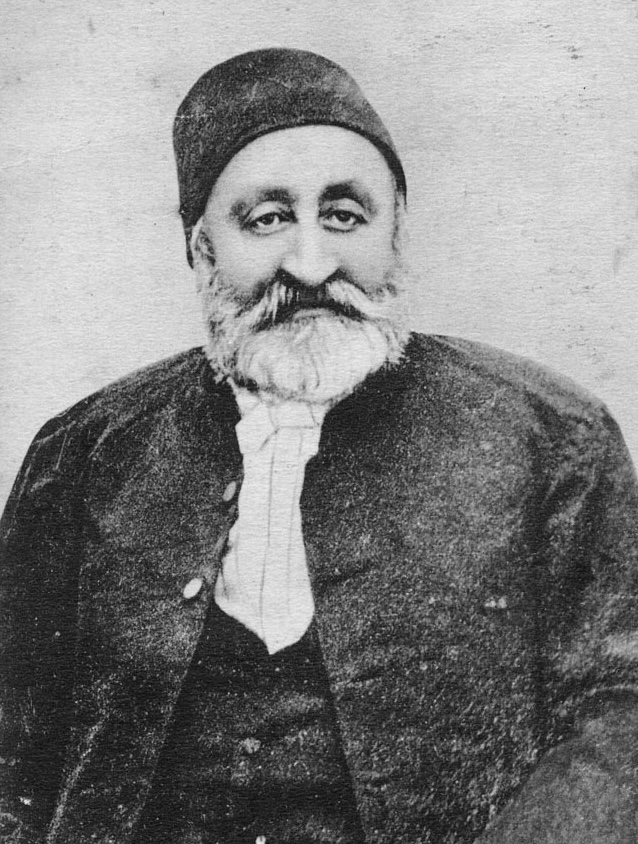
Ahmed Vefik Paxá

Em 1882, ele foi demitido do cargo de governador de Bursa e renomeado como primeiro-ministro para o cargo deixado por Memede Said Paxá, mas foi demitido três dias depois e não voltou a ocupar um cargo oficial. Sugere-se que o sultão Abdulamide II o nomeou primeiro-ministro e o demitiu três dias depois para intimidar alguns deputados.
Após esse evento, Ahmet Vefik Paxá realizou estudos científicos e literários em sua casa em Rumelihisarı, Sarıyer, até sua morte. A biblioteca de 15 000 volumes que ele criou, continha manuscritos inestimáveis em muitas línguas e ficou conhecida como “a biblioteca mais rica de Istambul.” Morreu em 2 de abril de 1891 e segundo algumas fontes, em 1890 em sua mansão em Rumelihisarı, em Istambul, de uma doença renal da qual sofria há muito tempo; foi enterrado no cemitério Aşiyan Asri.
Em vida, auxiliou consideravelmente o progresso da educação; mas, como não teve seguidores, os efeitos de seu trabalho e influência, em grande medida, desapareceram após sua morte. Em todas as suas relações sociais e familiares, Ahmed Vefik foi exemplar. Sua caridade não tinha limites. Era dedicado à sua mãe idosa e à sua única esposa e filhos. Com seus amigos e conhecidos, era hospitaleiro, cortês e prestativo; sua conversa era intelectual e refinada, e em cada ato de sua vida privada manifestava o espírito de um verdadeiro cavalheiro. Em casa, seus hábitos, trajes e modo de vida eram tipicamente turcos, mas ele se sentia perfeitamente à vontade na sociedade europeia; possuía fortes inclinações inglesas e contava com muitos homens e mulheres ingleses entre seus amigos íntimos. Na vida pública, seus talentos eram quase esterilizados por peculiaridades de temperamento e incompatibilidade com o ambiente oficial; e sua missão como embaixador na Pérsia e sua administração de Brusa foram seus únicos sucessos completos. Mas seus poderes intelectuais, erudição literária e caráter nobre fizeram dele, durante os últimos quarenta anos de sua vida, uma figura conspícua na Europa Oriental.

## Biblioteca
A famosa biblioteca de Ahmet Vefik Paxá foi vendida em partes após sua morte, e a venda continuou até 1902. Em 1902, o prédio da biblioteca e os livros restantes foram comprados por um homem chamado Rıza Paxá. A Coleção de Rıza Paxá foi posteriormente comprada pelo Ministério da Educação e doada a Universidade de Istambul. O prédio da biblioteca foi vendido em 1927.

## Suas obras
- Müntehabât-ı Durub-ı Emsal (Provérbios) (1862): sua obra que reúne provérbios turcos.
- Hikmet-i Tarih (1865) (Filosofia da História): reflete uma visão racionalista da história derivada de fontes ocidentais e de ibne Caldune.
- Fezleke-i Tarih-i Osmânî (1869) (breve história otomana)
- Secere-i Türkî (1867): traduzido do turco oriental.
- Lehçe-i Osmanî: um dos primeiros dicionários em turco.
- Traduções e adaptações de Molière: Vefik Paxá adaptou 17 obras de Molière e traduziu as obras de Victor Hugo e Voltaire.